# جايسون داي (لاعب غولف)
جايسون داي (بالإنجليزية: Jason Day)‏ هو لاعب غولف أسترالي وأمريكي، ولد في 12 نوفمبر 1987 في Beaudesert, Queensland ‏ في أستراليا.

## وصلات خارجية
- جايسون داي على موقع رابطة لاعبي الغولف المحترفين (الإنجليزية)
- جايسون داي على موقع التصنيف العالمي الرسمي للغولف (الإنجليزية)
- جايسون داي على موقع اللجنة الأولمبية الدولية (الإنجليزية)